# Delia leucophoroides
Delia leucophoroides este o specie de muște din genul Delia, familia Anthomyiidae, descrisă de Griffiths în anul 1991.
Este endemică în California. Conform Catalogue of Life specia Delia leucophoroides nu are subspecii cunoscute.